# 米歇尔·拉布罗
米歇尔·拉布罗（法語：Michel Rabreau，1937年9月6日—2021年3月15日），法国政治人物，国民议会议员。

## 生平
1937年生于拉博勒-埃斯库布拉克。从事药剂师职业。1968年至1978年，担任法国国民议会议员。1971年成为盖朗德市议会议员，1983年开始担任第一副市长，1986年至1993年担任市长。2021年3月15日逝世。